# Myrsine ralstoniae
Myrsine ralstoniae là một loài thực vật có hoa trong họ Anh thảo. Loài này được (P.S. Greene) Jackes mô tả khoa học đầu tiên năm 2005.